# Liste de poètes de langue portugaise
Cet article répertorie des poètes ayant écrit en langue portugaise.

## Angola
- João Cândido Furtado ( -1905)
- Maurício Gomez
- António Jacinto (1924-1991)
- Alda Lara (1930-1962)
- José da Silva Maia Ferreira
- Tomaz Vieira da Cruz (1900-1960)

## Brésil
- Carlos Drummond de Andrade
- Adélia Prado
- Hilda Hilst
- Vinícius de Moraes
- Gregório "Boca do Inferno" de Matos Guerra
- Cláudio Manoel Gonzaga
- Castro Alves
- Olavo Bilac
- Cruz e Souza
- Augusto dos Anjos
- Alphonsus de Guimaraens
- Murilo Mendes
- Jorge de Lima
- Cecília Meirelles
- Márcio-André
- Celeste Jaguaribe de Matos Faria (1873-1938)
- Davino Ribeiro de Sena (1957-)

## Cap-Vert
- Osvaldo Alcântara
- Jorge Barbosa
- Aguinaldo Fonseca
- Ovídio Martins
- Arménio Vieira

## Galice (Espagne)
- Eduardo Blanco Amor
- Xohán de Cangas
- Luisa Castro
- Rosalía de Castro
- Martín Codax
- Álvaro Cunqueiro
- Manuel Curros Enríquez
- Celso Emilio Ferreiro
- Airas Nunes
- Eduardo Pondal
- Eladio Rodríguez
- Claudio Rodríguez Fer
- Ramón Sampedro

## Goa (Inde)
- Adeodato Barreto
- Vimala Devi
- R. V. Pandit
- Laxmanrao Sardessai

## Guinée-Bissau
- Vasco Cabral
- Abdulai Silá

## Macao
- José dos Santos Ferreira (Adé)

## Mozambique
- Sebastião Alba
- Ungulani Ba Ka Khosa
- Mia Couto
- José Craveirinha
- Alberto de Lacerda
- Noémia de Sousa
- Marcelino dos Santos
- João Fonseca Amaral
- Armando Guebuza
- Luís Bernardo Honwana
- Teodomiro Leite de Vasconcelos
- Eduardo Mondlane
- Eduardo White

## Portugal
- Ana Luísa Amaral
- Luís de Camões
- Luís Eusébio
- Isabel Meyrelles (1929-)
- Vitorino Nemésio (1901-1978)
- Fernando Pessoa (1888-1935)
- Alfredo Pimenta (1882-1950)
- José Régio (1901-1969)
- Mário de Sá-Carneiro (1890-1916)
- José Carlos Ary dos Santos (1937-1984)
- José Saramago (1922- )
- Fernanda Seno (1942-1996)
- Eugénio de Andrade

## São Tomé et Príncipe
- Alda do Espirito Santo
- Caetano da Costa Alegre

## Timor-Est
- Fernando Sylvan
- Francisco Borja da Costa